# Koszmosz–455
Koszmosz–455 (oroszul: Космос 455) a szovjet műszeres műhold-sorozat tagja. Űrhadviselési műhold, DSZ–P1–Ju (oroszul: ДС-П1-Ю) űreszköz.

## Küldetés
Kijelölt pályán mérési etalonként segítette a földi felderítő (radar)rendszerek technikai műveleteinek végrehajtását.

## Jellemzői
A Всесоюзная инженерно-космическая Краснознаменная академия им. А. Ф. Можайского (Leningrád tervei alapján az OKB-586 építette. Üzemeltetője a moszkvai Honvédelmi Minisztérium (Министерство обороны – MO).
Megnevezései: COSPAR:1971-090A; Kódszáma: 5563.
1971. november 17-én a Pleszeck űrrepülőtérről, az LC–133/1 (LC–Launch Complex) jelű indítóállványról egy Koszmosz–2M (GRAU-kódja: 11K63) hordozórakétával állították alacsony Föld körüli pályára (LEO = Low-Earth Orbit). Az orbitális pályája 92,2 perces, 71 fokos hajlásszögű, elliptikus pálya perigeuma 281 kilométer, apogeuma 522 kilométer volt.
Hasznos tömege 325 kilogramm. Alakja hengeres, átmérője 1,2, hossza 1,8 méter. A sorozat felépítését, szerkezetét, alapvető fedélzeti rendszereit tekintve egységesített, szabványosított űreszköz. Az űreszközhöz napelemeket rögzítettek, éjszakai (földárnyék) energiaellátását kémiai akkumulátorok biztosították.
1972. április 9-én, 144 nap (0,39 év) után földi parancsra belépett a légkörbe és megsemmisült.